# Oryzoborus
Oryzoborus es un género obsoleto de aves paseriformes de la familia Thraupidae que agrupaba a seis especies nativas de la América tropical (Neotrópico). Los estudios filogenéticos indicaron que las especies se encontraban embutidas y separadas dentro del género Sporophila, para donde las especies fueron transferidas en el año 2013. Después de esa modificación taxonómica, el presente género se volvió un sinónimo de Sporophila.

## Taxonomía
Las seis especies estaban tradicionalmente incluidas en el presente género, hasta que los estudios filogenéticos de Mason & Burns (2013) demostraron que estas especies y también Dolospingus fringilloides se encontraban embutidas dentro del género Sporophila. En la Propuesta N° 604 al Comité de Clasificación de Sudamérica (SACC) se aprobó la transferencia de dichas especies a Sporophila, así como también en el Comité de Clasificación de Norte y Mesoamérica (NACC) (Chesser et al. 2014).

## Lista de especies
Las siguientes especies hacían parte del presente y fueron transferidas a Sporophila:
- Oryzoborus angolensis.
- Oryzoborus atrirostris.
- Oryzoborus crassirostris.
- Oryzoborus funereus.
- Oryzoborus maximiliani.
- Oryzoborus nuttingi.